# Hylaeus mongolicus
Hylaeus mongolicus är en biart som beskrevs av Morawitz 1890. Hylaeus mongolicus ingår i släktet citronbin, och familjen korttungebin. Inga underarter finns listade i Catalogue of Life.